# Guillermo García (músico)
Guillermo García (16 de diciembre de 1952) es un intérprete y compositor chileno, quien ha sido desde 1974 hasta 2001, y desde 2003 a la actualidad, integrante de la banda Quilapayún.

## Carrera musical y exilio
En 1972, Guillermo García se integra a un taller musical dictado por la banda Quilapayún en Santiago de Chile. La agrupación ya tenía ocho años de existencia, por lo cual era ya muy conocida a nivel nacional. Al año siguiente se produce el Golpe de Estado en Chile de 1973, y con ello se inicia la Dictadura militar. Este primer evento coincide con una gira de Quilapayún en Francia, por lo cual deciden exiliarse en ese país. Así, un año después, en 1974, le ofrecen a Guillermo ser parte de la banda, en reemplazo de Rubén Escudero.
Luego del retorno a la democracia en Chile en 1990, parte de Quilapayún decide quedarse, mientras que otros retornan a Chile. Guillermo será de los que vuelven.

### Regreso a Chile
Una década después del regreso en Chile, el año 2001, Guillermo decide dejar temporalmente la banda, producto de varios problemas internos en el dividido Quilapayún. Dos años más tarde tomarían la misma decisión Hernán Gómez y Hugo Lagos (este último con quien participara de los talleres de la banda que los llevasen a formar parte de ella).
En este breve período fuera de Quilapayún, Guillermo inicia un trabajo como solista.
Sin embargo, esta separación sólo duraría hasta el 2003, año en que vuelven a reunirse en la agrupación García, Gómez, Lagos y Venegas, así como dos integrantes clave, pertenecientes a la primera generación y que la habían dejado hacía tiempo: Eduardo Carrasco y Carlos Quezada. Este evento en la historia de la banda quedará patente en el álbum «El reencuentro», lanzado el año 2004 por la facción de Quilapayún en Chile.

## Discografía
En Quilapayún
- 1975 - El pueblo unido jamás será vencido
- 1975 - Adelante
- 1976 - Patria
- 1977 - La marche et le drapeau
- 1977 - Enregistrement Public
- 1979 - Umbral
- 1980 - Alentours
- 1980 - Darle al otoño un golpe de ventana para que el verano llegue hasta diciembre
- 1982 - La revolución y las estrellas
- 1983 - Chante Neruda
- 1983 - Quilapayún en Argentina
- 1984 - Tralalí tralalá
- 1985 - Quilapayún en Argentina vol. 2
- 1987 - Survarío
- 1988 - Los tres tiempos de América
- 1989 - Quilapayún ¡en Chile!
- 1992 - Latitudes
- 1998 - Antología 1968-1992
- 1999 - Al horizonte
- 2004 - El reencuentro
- 2007 - Siempre
- 2009 - Solistas

En conjunto
- 2004 - Inti + Quila Música en la memoria

## Canciones
En Quilapayún
- 2007 - Chacao (instrumental), del álbum Siempre